# Melaleuca calyptroides
Melaleuca calyptroides är en myrtenväxtart som beskrevs av Lyndley Alan Craven. Melaleuca calyptroides ingår i släktet Melaleuca och familjen myrtenväxter.
Artens utbredningsområde är Western Australia. Inga underarter finns listade i Catalogue of Life.